# ジブチルスルフィド
ジブチルスルフィド（英: dibthyl sulfide）は、有機硫黄化合物。強いメルカプタン様の臭気を持つ無色の液体で、種々の天然物に微量に存在する。

## 用途
希薄するとグリーン・バイオレット・ゼラニウム様の香りとなり、調合香料やフローラル・フルーツ系食品香料に用いられる。香料用途としてはIFFやシグマアルドリッチが製造する。 

## 安全性
半数致死量（LD50）は、ラットへの経口投与で2.22g/kg、ウサギへの経皮投与で5g/kg以上。引火点は76℃である。消防法による第4類危険物 第3石油類に該当する。